# Lignicida echana
Lignicida echana är en fjärilsart som beskrevs av Swinhoe 1905. Lignicida echana ingår i släktet Lignicida och familjen nattflyn. Inga underarter finns listade i Catalogue of Life.